# Repräsentanz (Organisation)
Als Repräsentanz wird eine Organisationseinheit eines Unternehmens oder einer Organisation bezeichnet, deren Hauptaufgabe in der Kontaktpflege und der Geschäftsanbahnung besteht. Vorwiegend werden Repräsentanzen in anderen Staaten von international ausgerichteten Unternehmen (global players) errichtet, doch gibt es auch inländische Einrichtungen dieser Art.
Die personelle Ausstattung der Unternehmensvertretung ist gering, als Geschäftsraum steht oft nur ein repräsentativ gestaltetes Büro mit wenigen Zimmern zur Verfügung; der Leiter ist entweder allein tätig oder hat nur eine Handvoll Mitarbeiter. Sie beherrschen die Sprache des Gastlandes und ihre Muttersprache, um Missverständnisse bei der Auftragsabwicklung von Anfang an auszuschließen oder in Beschwerdefällen vermittelnd einzugreifen.
Die Repräsentanz soll in erster Linie Geschäfte mit neuen Kunden vorbereiten oder solche mit bestehenden Kunden fördern. Die Abschlüsse selbst werden von der Zentrale oder einer nächstgelegenen Niederlassung abgewickelt. Die unselbständige Einheit hält zusätzlich Kontakte zu Lieferanten, Kreditinstituten oder staatlichen Stellen. Im Inland ist sie gegebenenfalls bei parlamentarischen Vorgängen lobbyistisch aktiv. Zu den Aufgaben einer Repräsentanz kann auch das Sammeln volkswirtschaftlicher Informationen gehören.
Bei Kundenbesuchen aus der Zentrale begleitet der Unternehmensrepräsentant den oder die Angereisten zum Kunden oder sonstigen Gesprächspartner. Nimmt der Geschäftsumfang eminentes Ausmaß an, kann die Repräsentanz Keimzelle einer (Auslands-)Niederlassung werden.
Das Errichten einer Repräsentanz im Inland durch ein ausländisches Unternehmen kann genehmigungsabhängig sein. So lässt § 53a des Kreditwesengesetzes für Bankrepräsentanzen genehmigungsfrei nur die Kontaktpflege zu, die Anbahnung oder Vermittlung von Geschäften mit Inländern bedarf der Genehmigung der Bankenaufsicht. Unkritisch ist die Weiterleitung von Aufträgen an die Zentrale als Bote.